# Dragan Stojković
Dragan Stojković (in serbo Драган Стојковић?; Niš, 3 marzo 1965) è un allenatore di calcio, dirigente sportivo ed ex calciatore serbo, di ruolo centrocampista o attaccante, commissario tecnico della nazionale serba.
Da giocatore, sotto la nazionalità jugoslava, ha ottenuto i maggiori successi con la Stella Rossa, di cui è riconosciuto tra i calciatori più rappresentativi della storia, e in seguito con l'Olympique Marsiglia con cui ha vinto la UEFA Champions League 1992-1993. Con la nazionale jugoslava ha vinto la medaglia di bronzo al torneo olimpico di Los Angeles 1984.

## Caratteristiche tecniche

### Giocatore
Centrocampista, ha giocato occasionalmente anche da centravanti. Era dotato di ottima visione di gioco e bravo nel dribbling. Per le sue grandi giocate venne soprannominato il "Maradona dell'Est".

## Carriera

### Giocatore

#### Club
Stojković iniziò la sua carriera da professionista nel campionato jugoslavo 1981-1982 con il Radnički Niš. Le quattro stagioni successive a Niš fece 69 presenze segnando 8 gol, poi venne trasferito alla Stella Rossa di Belgrado dove, in cinque anni, andò a segno 48 volte su 120 presenze, facendosi notare dai club europei per le ottime prestazioni fornite.
Giocò anche una stagione in Italia, al Verona (acquistato per 8,5 miliardi di lire), e due stagioni e mezzo in Francia con l'Olympique Marsiglia, club con cui nel 1993 vinse una Champions League battendo in finale il Milan.

Stojković al Verona nel 1991

Nella primavera del 1994 firmò per il Nagoya Grampus, squadra della J-League allenata da Arsène Wenger. Rimase in Giappone per sette stagioni, per poi ritirarsi dal calcio giocato nel 2001. A Nagoya mise a segno 57 gol in 183 partite, venendo nominato nel 1995 miglior giocatore della massima serie nipponica.

#### Nazionale
Stojković totalizzò 84 presenze e 16 gol con la maglia della Jugoslavia, di cui fu capitano dal 1994 e per i sette anni di militanza successivi alla dissoluzione del Paese. Con la nazionale balcanica prese parte al campionato d'Europa 1984, al campionato del mondo 1990, al campionato del mondo 1998 e al campionato d'Europa 2000.
Ben 4 dei suoi 16 gol sono stati segnati nelle manifestazioni sportive a cui ha partecipato: all'europeo 1984 aveva segnato la seconda (inutile) rete della Jugoslavia nella sconfitta per 3-2 contro la Francia, con la squadra sotto nel punteggio e già eliminata, mentre al mondiale 1990 la storia fu assai differente, poiché si rivelò decisivo segnando una doppietta nell'ottavo di finale vinto per 2-1 ai tempi supplementari contro la Spagna.
In quello stesso mondiale, tra l'altro, ha sbagliato nei quarti di finale il suo tentativo ai tiri di rigore contro l'Argentina, e il suo errore si dimostrò poi decisivo in quanto – unito a quelli di Dragoljub Brnović e Faruk Hadžibegić – condannò gli slavi all'eliminazione. Il suo quarto gol nelle competizioni arrivò nella fase a gironi del mondiale 1998, nel 2-2 contro la Germania. Non segnò invece nessuna rete a Euro 2000.
La sua ultima partita in nazionale fu un'amichevole giocata contro il Giappone il 4 luglio 2001, che fu anche la sua ultima gara tra i professionisti.

### Dopo il ritiro

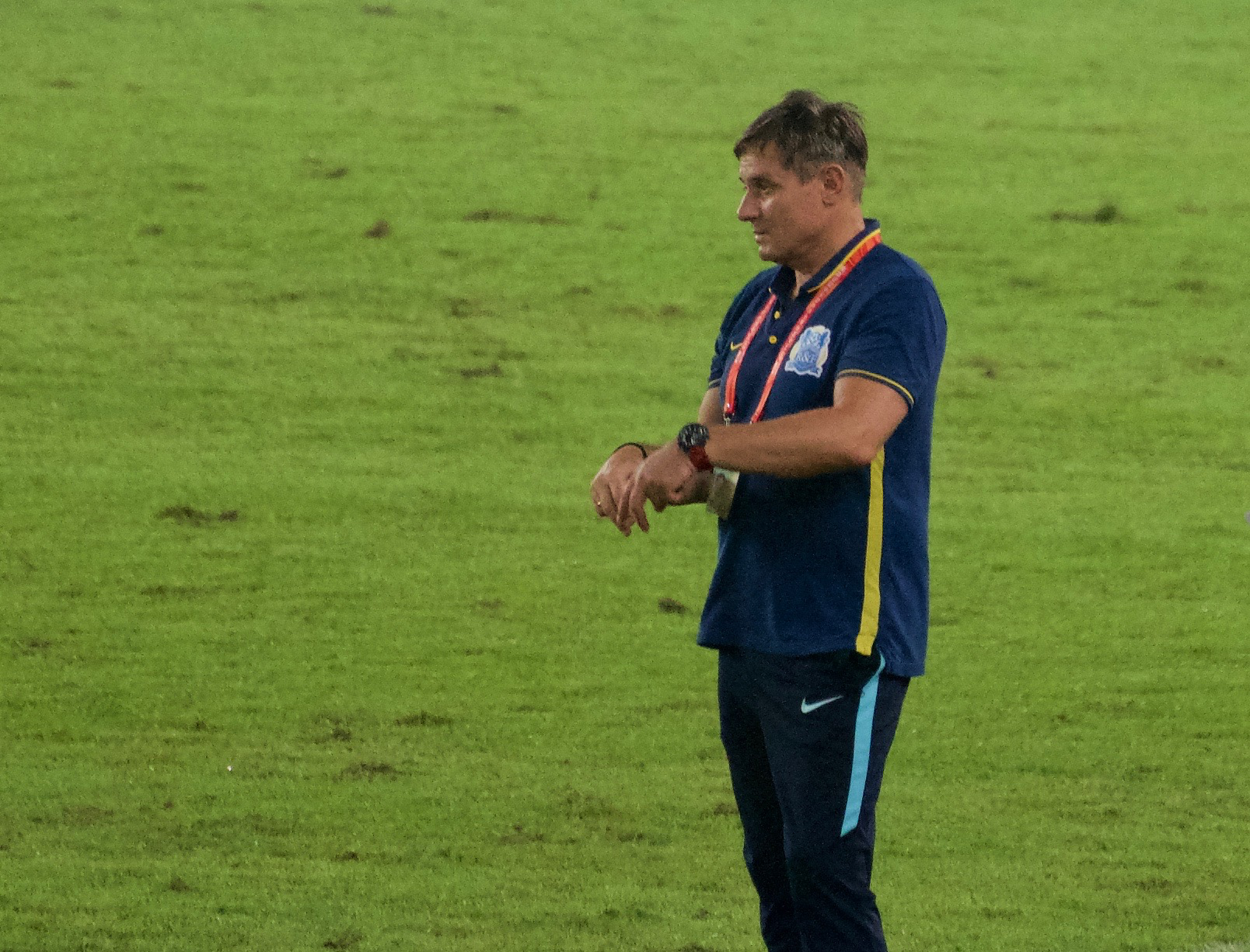
Stojković alla guida del Guangzhou R&F nel 2016

Appena ritiratosi divenne presidente della Federazione calcistica della Serbia e successivamente della Stella Rossa.
Il 22 gennaio 2008 viene nominato allenatore del Nagoya Grampus, con cui il 20 novembre 2010 conquista la sua prima J. League.
Nel 2015 diventa allenatore del Guangzhou R&F. Il 3 gennaio 2020, dopo aver concluso Chinese Super League 2019 al 12º posto, viene esonerato e sostituito da Giovanni van Bronckhorst.
Il 20 febbraio 2021 viene nominato commissario tecnico della Serbia. Il 14 novembre 2021, con la vittoria in trasferta sul Portogallo (1-2), la nazionale di Stojković ottiene la qualificazione alla fase finale del campionato del mondo 2022.

## Statistiche

### Cronologia presenze e reti in nazionale

#### RSF Jugoslavia
| Cronologia completa delle presenze e delle reti in nazionale ― Jugoslavia | Cronologia completa delle presenze e delle reti in nazionale ― Jugoslavia | Cronologia completa delle presenze e delle reti in nazionale ― Jugoslavia | Cronologia completa delle presenze e delle reti in nazionale ― Jugoslavia | Cronologia completa delle presenze e delle reti in nazionale ― Jugoslavia | Cronologia completa delle presenze e delle reti in nazionale ― Jugoslavia | Cronologia completa delle presenze e delle reti in nazionale ― Jugoslavia | Cronologia completa delle presenze e delle reti in nazionale ― Jugoslavia |
| Data                                                                      | Città                                                                     | In casa                                                                   | Risultato                                                                 | Ospiti                                                                    | Competizione                                                              | Reti                                                                      | Note                                                                      |
| ------------------------------------------------------------------------- | ------------------------------------------------------------------------- | ------------------------------------------------------------------------- | ------------------------------------------------------------------------- | ------------------------------------------------------------------------- | ------------------------------------------------------------------------- | ------------------------------------------------------------------------- | ------------------------------------------------------------------------- |
| 12-11-1983                                                                | Zagabria                                                                  | Jugoslavia                                                                | 0 – 0                                                                     | Francia                                                                   | Amichevole                                                                | -                                                                         | 46’                                                                       |
| 2-6-1984                                                                  | Oeiras                                                                    | Portogallo                                                                | 2 – 3                                                                     | Jugoslavia                                                                | Amichevole                                                                | 1                                                                         | 46’                                                                       |
| 7-6-1984                                                                  | La Línea de la Concepción                                                 | Spagna                                                                    | 0 – 1                                                                     | Jugoslavia                                                                | Amichevole                                                                | -                                                                         | 46’                                                                       |
| 13-6-1984                                                                 | Lens                                                                      | Belgio                                                                    | 2 – 0                                                                     | Jugoslavia                                                                | Euro 1984 - 1º turno                                                      | -                                                                         | 59’                                                                       |
| 16-6-1984                                                                 | Lione                                                                     | Jugoslavia                                                                | 0 – 5                                                                     | Danimarca                                                                 | Euro 1984 - 1º turno                                                      | -                                                                         | 25’                                                                       |
| 19-6-1984                                                                 | Saint-Étienne                                                             | Francia                                                                   | 3 – 2                                                                     | Jugoslavia                                                                | Euro 1984 - 1º turno                                                      | 1                                                                         |                                                                           |
| 16-10-1985                                                                | Linz                                                                      | Austria                                                                   | 0 – 3                                                                     | Jugoslavia                                                                | Amichevole                                                                | -                                                                         | 75’                                                                       |
| 16-11-1985                                                                | Parigi                                                                    | Francia                                                                   | 2 – 0                                                                     | Jugoslavia                                                                | Qual. Mondiali 1986                                                       | -                                                                         | 46’                                                                       |
| 25-3-1987                                                                 | Banja Luka                                                                | Jugoslavia                                                                | 4 – 0                                                                     | Austria                                                                   | Amichevole                                                                | 1                                                                         | 79’                                                                       |
| 29-4-1987                                                                 | Belfast                                                                   | Irlanda del Nord                                                          | 1 – 2                                                                     | Jugoslavia                                                                | Qual. Euro 1988                                                           | 1                                                                         | 82’                                                                       |
| 29-8-1987                                                                 | Belgrado                                                                  | Jugoslavia                                                                | 0 – 1                                                                     | Unione Sovietica                                                          | Amichevole                                                                | -                                                                         | 81’                                                                       |
| 23-9-1987                                                                 | Pisa                                                                      | Italia                                                                    | 1 – 0                                                                     | Jugoslavia                                                                | Amichevole                                                                | -                                                                         |                                                                           |
| 11-11-1987                                                                | Belgrado                                                                  | Jugoslavia                                                                | 1 – 4                                                                     | Inghilterra                                                               | Qual. Euro 1988                                                           | -                                                                         | Ammonizione                                                               |
| 23-3-1988                                                                 | Swansea                                                                   | Galles                                                                    | 1 – 2                                                                     | Jugoslavia                                                                | Amichevole                                                                | 1                                                                         | 85’                                                                       |
| 31-3-1988                                                                 | Spalato                                                                   | Jugoslavia                                                                | 1 – 1                                                                     | Italia                                                                    | Amichevole                                                                | -                                                                         | 87’                                                                       |
| 24-8-1988                                                                 | Lucerna                                                                   | Svizzera                                                                  | 0 – 2                                                                     | Jugoslavia                                                                | Amichevole                                                                | -                                                                         |                                                                           |
| 19-10-1988                                                                | Glasgow                                                                   | Scozia                                                                    | 1 – 1                                                                     | Jugoslavia                                                                | Qual. Mondiali 1990                                                       | -                                                                         |                                                                           |
| 19-11-1988                                                                | Belgrado                                                                  | Jugoslavia                                                                | 3 – 2                                                                     | Francia                                                                   | Qual. Mondiali 1990                                                       | 1                                                                         |                                                                           |
| 11-12-1988                                                                | Belgrado                                                                  | Jugoslavia                                                                | 4 – 0                                                                     | Cipro                                                                     | Qual. Mondiali 1990                                                       | -                                                                         |                                                                           |
| 5-4-1989                                                                  | Amarousio                                                                 | Grecia                                                                    | 1 – 4                                                                     | Jugoslavia                                                                | Amichevole                                                                | -                                                                         |                                                                           |
| 29-4-1989                                                                 | Parigi                                                                    | Francia                                                                   | 0 – 0                                                                     | Jugoslavia                                                                | Qual. Mondiali 1990                                                       | -                                                                         |                                                                           |
| 27-5-1989                                                                 | Bruxelles                                                                 | Belgio                                                                    | 1 – 0                                                                     | Jugoslavia                                                                | Amichevole                                                                | -                                                                         | 46’                                                                       |
| 14-6-1989                                                                 | Oslo                                                                      | Norvegia                                                                  | 1 – 2                                                                     | Jugoslavia                                                                | Qual. Mondiali 1990                                                       | 1                                                                         |                                                                           |
| 23-8-1989                                                                 | Kuopio                                                                    | Finlandia                                                                 | 2 – 2                                                                     | Jugoslavia                                                                | Amichevole                                                                | -                                                                         | cap.                                                                      |
| 6-9-1989                                                                  | Belgrado                                                                  | Jugoslavia                                                                | 3 – 1                                                                     | Scozia                                                                    | Qual. Mondiali 1990                                                       | -                                                                         |                                                                           |
| 20-9-1989                                                                 | Novi Sad                                                                  | Jugoslavia                                                                | 3 – 0                                                                     | Grecia                                                                    | Amichevole                                                                | -                                                                         | cap. 46’                                                                  |
| 11-10-1989                                                                | Belgrado                                                                  | Jugoslavia                                                                | 1 – 0                                                                     | Norvegia                                                                  | Qual. Mondiali 1990                                                       | -                                                                         |                                                                           |
| 28-10-1989                                                                | Amarousio                                                                 | Cipro                                                                     | 1 – 2                                                                     | Jugoslavia                                                                | Amichevole                                                                | -                                                                         | cap.                                                                      |
| 14-11-1989                                                                | João Pessoa                                                               | Brasile                                                                   | 0 – 0                                                                     | Jugoslavia                                                                | Amichevole                                                                | -                                                                         |                                                                           |
| 13-12-1989                                                                | Londra                                                                    | Inghilterra                                                               | 2 – 1                                                                     | Jugoslavia                                                                | Amichevole                                                                | -                                                                         |                                                                           |
| 28-3-1990                                                                 | Łódź                                                                      | Polonia                                                                   | 0 – 0                                                                     | Jugoslavia                                                                | Amichevole                                                                | -                                                                         |                                                                           |
| 26-5-1990                                                                 | Lubiana                                                                   | Jugoslavia                                                                | 0 – 1                                                                     | Spagna                                                                    | Amichevole                                                                | -                                                                         |                                                                           |
| 3-6-1990                                                                  | Zagabria                                                                  | Jugoslavia                                                                | 0 – 2                                                                     | Paesi Bassi                                                               | Amichevole                                                                | -                                                                         |                                                                           |
| 10-6-1990                                                                 | Milano                                                                    | Germania Ovest                                                            | 4 – 1                                                                     | Jugoslavia                                                                | Mondiali 1990 - 1º turno                                                  | -                                                                         |                                                                           |
| 14-6-1990                                                                 | Bologna                                                                   | Colombia                                                                  | 0 – 1                                                                     | Jugoslavia                                                                | Mondiali 1990 - 1º turno                                                  | -                                                                         | 86’                                                                       |
| 19-6-1990                                                                 | Bologna                                                                   | Jugoslavia                                                                | 4 – 1                                                                     | Emirati Arabi Uniti                                                       | Mondiali 1990 - 1º turno                                                  | -                                                                         |                                                                           |
| 26-6-1990                                                                 | Verona                                                                    | Spagna                                                                    | 1 – 2 dts                                                                 | Jugoslavia                                                                | Mondiali 1990 - Ottavi di finale                                          | 2                                                                         |                                                                           |
| 30-6-1990                                                                 | Firenze                                                                   | Argentina                                                                 | 0 – 0 dts (3 – 2 dtr)                                                     | Jugoslavia                                                                | Mondiali 1990 - Quarti di finale                                          | -                                                                         |                                                                           |
| 12-9-1990                                                                 | Belfast                                                                   | Irlanda del Nord                                                          | 0 – 2                                                                     | Jugoslavia                                                                | Qual. Euro 1992                                                           | -                                                                         | 89’                                                                       |
| 8-8-1991                                                                  | Aosta                                                                     | Cecoslovacchia                                                            | 0 – 0                                                                     | Jugoslavia                                                                | Amichevole                                                                | -                                                                         | 46’                                                                       |
| 25-3-1992                                                                 | Amsterdam                                                                 | Paesi Bassi                                                               | 2 – 0                                                                     | Jugoslavia                                                                | Amichevole                                                                | -                                                                         | 46’                                                                       |
| Totale                                                                    |                                                                           | Presenze                                                                  | 41                                                                        |                                                                           | Reti                                                                      | 9                                                                         |                                                                           |

#### RF Jugoslavia
| Cronologia completa delle presenze e delle reti in nazionale ― Jugoslavia | Cronologia completa delle presenze e delle reti in nazionale ― Jugoslavia | Cronologia completa delle presenze e delle reti in nazionale ― Jugoslavia | Cronologia completa delle presenze e delle reti in nazionale ― Jugoslavia | Cronologia completa delle presenze e delle reti in nazionale ― Jugoslavia | Cronologia completa delle presenze e delle reti in nazionale ― Jugoslavia | Cronologia completa delle presenze e delle reti in nazionale ― Jugoslavia | Cronologia completa delle presenze e delle reti in nazionale ― Jugoslavia |
| Data                                                                      | Città                                                                     | In casa                                                                   | Risultato                                                                 | Ospiti                                                                    | Competizione                                                              | Reti                                                                      | Note                                                                      |
| ------------------------------------------------------------------------- | ------------------------------------------------------------------------- | ------------------------------------------------------------------------- | ------------------------------------------------------------------------- | ------------------------------------------------------------------------- | ------------------------------------------------------------------------- | ------------------------------------------------------------------------- | ------------------------------------------------------------------------- |
| 23-12-1994                                                                | Porto Alegre                                                              | Brasile                                                                   | 2 – 0                                                                     | Jugoslavia                                                                | Amichevole                                                                | -                                                                         | cap.                                                                      |
| 27-12-1994                                                                | Buenos Aires                                                              | Argentina                                                                 | 1 – 0                                                                     | Jugoslavia                                                                | Amichevole                                                                | -                                                                         | cap.                                                                      |
| 31-1-1995                                                                 | Hong Kong                                                                 | Hong Kong League XI                                                       | 1 – 3                                                                     | Jugoslavia                                                                | Lunar New Year Cup 1995 - Semifinale                                      | -                                                                         | cap. 89’                                                                  |
| 4-2-1995                                                                  | Hong Kong                                                                 | Jugoslavia                                                                | 1 – 0                                                                     | Corea del Sud under 21                                                    | Lunar New Year Cup 1995 - Finale                                          | -                                                                         | cap.                                                                      |
| 31-5-1995                                                                 | Belgrado                                                                  | Jugoslavia                                                                | 1 – 2                                                                     | Russia                                                                    | Amichevole                                                                | -                                                                         | cap.                                                                      |
| 27-3-1996                                                                 | Belgrado                                                                  | Jugoslavia                                                                | 1 – 0                                                                     | Romania                                                                   | Amichevole                                                                | 1                                                                         | cap. 87’                                                                  |
| 24-4-1996                                                                 | Belgrado                                                                  | Jugoslavia                                                                | 3 – 1                                                                     | Fær Øer                                                                   | Qual. Mondiali 1998                                                       | -                                                                         | cap.                                                                      |
| 23-5-1996                                                                 | Shizuoka                                                                  | Messico                                                                   | 0 – 0                                                                     | Jugoslavia                                                                | Kirin Cup 1996                                                            | -                                                                         | cap.                                                                      |
| 26-5-1996                                                                 | Tokyo                                                                     | Giappone                                                                  | 1 – 0                                                                     | Jugoslavia                                                                | Kirin Cup 1996                                                            | -                                                                         | cap.                                                                      |
| 2-6-1996                                                                  | Belgrado                                                                  | Jugoslavia                                                                | 6 – 0                                                                     | Malta                                                                     | Qual. Mondiali 1998                                                       | 1                                                                         | cap.                                                                      |
| 6-10-1996                                                                 | Toftir                                                                    | Fær Øer                                                                   | 1 – 8                                                                     | Jugoslavia                                                                | Qual. Mondiali 1998                                                       | 1                                                                         | cap.                                                                      |
| 10-11-1996                                                                | Belgrado                                                                  | Jugoslavia                                                                | 1 – 0                                                                     | Rep. Ceca                                                                 | Qual. Mondiali 1998                                                       | -                                                                         | cap.                                                                      |
| 14-12-1996                                                                | Valencia                                                                  | Spagna                                                                    | 2 – 0                                                                     | Jugoslavia                                                                | Qual. Mondiali 1998                                                       | -                                                                         | cap. 79’                                                                  |
| 2-4-1997                                                                  | Praga                                                                     | Rep. Ceca                                                                 | 1 – 2                                                                     | Jugoslavia                                                                | Qual. Mondiali 1998                                                       | -                                                                         | cap. 85’                                                                  |
| 30-4-1997                                                                 | Belgrado                                                                  | Jugoslavia                                                                | 1 – 1                                                                     | Spagna                                                                    | Qual. Mondiali 1998                                                       | -                                                                         | cap.                                                                      |
| 8-6-1997                                                                  | Belgrado                                                                  | Jugoslavia                                                                | 2 – 0                                                                     | Slovacchia                                                                | Qual. Mondiali 1998                                                       | -                                                                         | cap.                                                                      |
| 10-9-1997                                                                 | Bratislava                                                                | Slovacchia                                                                | 1 – 1                                                                     | Jugoslavia                                                                | Qual. Mondiali 1998                                                       | -                                                                         | cap.                                                                      |
| 11-10-1997                                                                | Ta' Qali                                                                  | Malta                                                                     | 0 – 5                                                                     | Jugoslavia                                                                | Qual. Mondiali 1998                                                       | -                                                                         | cap. 67’                                                                  |
| 29-10-1997                                                                | Budapest                                                                  | Ungheria                                                                  | 1 – 7                                                                     | Jugoslavia                                                                | Qual. Mondiali 1998                                                       | -                                                                         | cap.                                                                      |
| 15-11-1997                                                                | Belgrado                                                                  | Jugoslavia                                                                | 5 – 0                                                                     | Ungheria                                                                  | Qual. Mondiali 1998                                                       | -                                                                         | cap.                                                                      |
| 22-4-1998                                                                 | Belgrado                                                                  | Jugoslavia                                                                | 3 – 1                                                                     | Corea del Sud                                                             | Amichevole                                                                | -                                                                         | cap.                                                                      |
| 29-5-1998                                                                 | Belgrado                                                                  | Jugoslavia                                                                | 3 – 0                                                                     | Nigeria                                                                   | Amichevole                                                                | -                                                                         | cap. 79’                                                                  |
| 3-6-1998                                                                  | Losanna                                                                   | Giappone                                                                  | 0 – 1                                                                     | Jugoslavia                                                                | Amichevole                                                                | -                                                                         | cap. 46’                                                                  |
| 6-6-1998                                                                  | Basilea                                                                   | Svizzera                                                                  | 1 – 1                                                                     | Jugoslavia                                                                | Amichevole                                                                | -                                                                         | cap.                                                                      |
| 14-6-1998                                                                 | Saint-Étienne                                                             | Jugoslavia                                                                | 1 – 0                                                                     | Iran                                                                      | Mondiali 1998 - 1º turno                                                  | -                                                                         | cap. 60’ 68’                                                              |
| 21-6-1998                                                                 | Lens                                                                      | Germania                                                                  | 2 – 2                                                                     | Jugoslavia                                                                | Mondiali 1998 - 1º turno                                                  | 1                                                                         | cap.                                                                      |
| 25-6-1998                                                                 | Nantes                                                                    | Stati Uniti                                                               | 0 – 1                                                                     | Jugoslavia                                                                | Mondiali 1998 - 1º turno                                                  | -                                                                         | cap. 62’                                                                  |
| 29-6-1998                                                                 | Tolosa                                                                    | Jugoslavia                                                                | 1 – 2                                                                     | Paesi Bassi                                                               | Mondiali 1998 - Ottavi di finale                                          | -                                                                         | cap. 38’ 57’                                                              |
| 2-9-1998                                                                  | Niš                                                                       | Jugoslavia                                                                | 1 – 1                                                                     | Svizzera                                                                  | Amichevole                                                                | -                                                                         | cap. 46’                                                                  |
| 18-11-1998                                                                | Belgrado                                                                  | Jugoslavia                                                                | 1 – 0                                                                     | Irlanda                                                                   | Qual. Euro 2000                                                           | -                                                                         | cap. 46’                                                                  |
| 8-6-1999                                                                  | Salonicco                                                                 | Jugoslavia                                                                | 4 – 1                                                                     | Malta                                                                     | Qual. Euro 2000                                                           | -                                                                         | cap. 77’                                                                  |
| 5-9-1999                                                                  | Belgrado                                                                  | Jugoslavia                                                                | 3 – 1                                                                     | Macedonia                                                                 | Qual. Euro 2000                                                           | 2                                                                         | cap. 66’                                                                  |
| 8-9-1999                                                                  | Skopje                                                                    | Macedonia                                                                 | 2 – 4                                                                     | Jugoslavia                                                                | Qual. Euro 2000                                                           | -                                                                         | cap. 46’                                                                  |
| 9-10-1999                                                                 | Zagabria                                                                  | Croazia                                                                   | 2 – 2                                                                     | Jugoslavia                                                                | Qual. Euro 2000                                                           | -                                                                         | cap. 54’                                                                  |
| 25-5-2000                                                                 | Pechino                                                                   | Cina                                                                      | 0 – 2                                                                     | Jugoslavia                                                                | Amichevole                                                                | -                                                                         | cap. 46’                                                                  |
| 28-5-2000                                                                 | Seul                                                                      | Corea del Sud                                                             | 0 – 0                                                                     | Jugoslavia                                                                | Amichevole                                                                | -                                                                         | cap. 61’                                                                  |
| 30-5-2000                                                                 | Seongnam                                                                  | Corea del Sud                                                             | 0 – 0                                                                     | Jugoslavia                                                                | Amichevole                                                                | -                                                                         | 59’                                                                       |
| 13-6-2000                                                                 | Charleroi                                                                 | Jugoslavia                                                                | 3 – 3                                                                     | Slovenia                                                                  | Euro 2000 - 1º turno                                                      | -                                                                         | 36’                                                                       |
| 18-6-2000                                                                 | Liegi                                                                     | Jugoslavia                                                                | 1 – 0                                                                     | Norvegia                                                                  | Euro 2000 - 1º turno                                                      | -                                                                         | cap. 84’                                                                  |
| 21-6-2000                                                                 | Bruges                                                                    | Spagna                                                                    | 4 – 3                                                                     | Jugoslavia                                                                | Euro 2000 - 1º turno                                                      | -                                                                         | cap. 56’ 69’                                                              |
| 25-6-2000                                                                 | Rotterdam                                                                 | Paesi Bassi                                                               | 6 – 1                                                                     | Jugoslavia                                                                | Euro 2000 - Quarti di finale                                              | -                                                                         | cap. 52’                                                                  |
| 28-6-2001                                                                 | Tokyo                                                                     | Paraguay                                                                  | 2 – 0                                                                     | Jugoslavia                                                                | Kirin Cup 2001                                                            | -                                                                         | cap. 28’                                                                  |
| 4-7-2001                                                                  | Ōita                                                                      | Giappone                                                                  | 1 – 0                                                                     | Jugoslavia                                                                | Kirin Cup 2001                                                            | -                                                                         | cap. 28’                                                                  |
| Totale                                                                    |                                                                           | Presenze                                                                  | 43                                                                        |                                                                           | Reti                                                                      | 6                                                                         |                                                                           |

### Statistiche da allenatore

#### Nazionale serba
Statistiche aggiornate al 10 giugno 2025.
| Squadra | Naz               | dal          | al        | Record | Record | Record | Record     | Record | Record | Record | Record |
| G       | V                 | N            | P         | GF     | GS     | DR     | % Vittorie |        |        |        |        |
| ------- | ----------------- | ------------ | --------- | ------ | ------ | ------ | ---------- | ------ | ------ | ------ | ------ |
| Serbia  | Serbia (bandiera) | 3 marzo 2021 | in carica | 52     | 25     | 14     | 13         | 86     | 56     | +30    | 48,08  |

#### Nazionale serba nel dettaglio
| 2021           | Serbia        | Qual. Mondiale 2022           | 1º nel Gruppo A, qualificato                     | 8  | 6  | 2  | 0  | 75,00 | 18 | 9  | +9  |
| 2022           | Serbia        | UEFA Nations League 2022-2023 | 1° nel gruppo 4 della Lega B, promosso in Lega A | 6  | 4  | 1  | 1  | 66,67 | 13 | 5  | +8  |
| nov.-dic. 2022 | Serbia        | Mondiale 2022                 | 4º nel Gruppo G                                  | 3  | 0  | 1  | 2  | &0,00 | 5  | 8  | -3  |
| 2023           | Serbia        | Qual. Euro 2024               | 2º nel Gruppo G, qualificato                     | 8  | 4  | 2  | 2  | 50,00 | 15 | 9  | +6  |
| giu.-lug. 2024 | Serbia        | Euro 2024                     | 4º nel Gruppo C                                  | 3  | 0  | 2  | 1  | &0,00 | 1  | 2  | -1  |
| 2024           | Serbia        | UEFA Nations League 2024-2025 | 3º nel Gruppo 4 della Lega A                     | 6  | 1  | 3  | 2  | 16,67 | 3  | 6  | -3  |
| mar. 2025      | Serbia        | UEFA Nations League 2024-2025 | 3º nel Gruppo 4 della Lega A                     | 2  | 1  | 1  | 0  | 50,00 | 3  | 1  | +2  |
| giu.-nov. 2025 | Serbia        | Qual. Mondiale 2026           | nel gruppo K                                     | 2  | 1  | 1  | 0  | 50,00 | 3  | 0  | +3  |
| Dal 2021       | Serbia        | Amichevoli                    |                                                  | 14 | 8  | 1  | 5  | 57,14 | 25 | 16 | +9  |
| Totale Serbia  | Totale Serbia | Totale Serbia                 | Totale Serbia                                    | 52 | 25 | 14 | 13 | 48,08 | 86 | 56 | +30 |

#### Panchine da commissario tecnico della nazionale serba
| Cronologia completa delle presenze e delle reti in nazionale ― Serbia | Cronologia completa delle presenze e delle reti in nazionale ― Serbia | Cronologia completa delle presenze e delle reti in nazionale ― Serbia | Cronologia completa delle presenze e delle reti in nazionale ― Serbia | Cronologia completa delle presenze e delle reti in nazionale ― Serbia | Cronologia completa delle presenze e delle reti in nazionale ― Serbia | Cronologia completa delle presenze e delle reti in nazionale ― Serbia   | Cronologia completa delle presenze e delle reti in nazionale ― Serbia |
| Data                                                                  | Città                                                                 | In casa                                                               | Risultato                                                             | Ospiti                                                                | Competizione                                                          | Reti                                                                    | Note                                                                  |
| --------------------------------------------------------------------- | --------------------------------------------------------------------- | --------------------------------------------------------------------- | --------------------------------------------------------------------- | --------------------------------------------------------------------- | --------------------------------------------------------------------- | ----------------------------------------------------------------------- | --------------------------------------------------------------------- |
| 24-3-2021                                                             | Belgrado                                                              | Serbia                                                                | 3 – 2                                                                 | Irlanda                                                               | Qual. Mondiali 2022                                                   | Dušan Vlahović 2 Aleksandar Mitrović                                    | Cap: D. Tadić                                                         |
| 27-3-2021                                                             | Belgrado                                                              | Serbia                                                                | 2 – 2                                                                 | Portogallo                                                            | Qual. Mondiali 2022                                                   | Aleksandar Mitrović Filip Kostić                                        | Cap: D. Tadić                                                         |
| 30-3-2021                                                             | Baku                                                                  | Azerbaigian                                                           | 1 – 2                                                                 | Serbia                                                                | Qual. Mondiali 2022                                                   | 2 Aleksandar Mitrović                                                   | Cap: D. Tadić                                                         |
| 7-6-2021                                                              | Miki                                                                  | Serbia                                                                | 1 – 1                                                                 | Giamaica                                                              | Amichevole                                                            | Strahinja Pavlović                                                      | Cap: S. Mitrovic                                                      |
| 11-6-2021                                                             | Kōbe                                                                  | Giappone                                                              | 1 – 0                                                                 | Serbia                                                                | Amichevole                                                            | -                                                                       | Cap: S. Mitrovic                                                      |
| 1-9-2021                                                              | Debrecen                                                              | Qatar                                                                 | 0 – 4                                                                 | Serbia                                                                | Amichevole                                                            | autorete Luka Jović Dušan Vlahović Nikola Milenković                    | Cap: M. Nastasić                                                      |
| 4-9-2021                                                              | Belgrado                                                              | Serbia                                                                | 4 – 1                                                                 | Lussemburgo                                                           | Qual. Mondiali 2022                                                   | 2 Aleksandar Mitrović autorete Nikola Milenković                        | Cap: D. Tadić                                                         |
| 7-9-2021                                                              | Dublino                                                               | Irlanda                                                               | 1 – 1                                                                 | Serbia                                                                | Qual. Mondiali 2022                                                   | Sergej Milinkovic-Savic                                                 | Cap: D. Tadić                                                         |
| 9-10-2021                                                             | Lussemburgo                                                           | Lussemburgo                                                           | 0 – 1                                                                 | Serbia                                                                | Qual. Mondiali 2022                                                   | Dušan Vlahović                                                          | Cap: D. Tadić                                                         |
| 12-10-2021                                                            | Belgrado                                                              | Serbia                                                                | 3 – 1                                                                 | Azerbaigian                                                           | Qual. Mondiali 2022                                                   | 2 Dušan Vlahović (1 rig.) Dušan Tadić (rig.)                            | Cap: D. Tadić                                                         |
| 11-11-2021                                                            | Belgrado                                                              | Serbia                                                                | 4 – 0                                                                 | Qatar                                                                 | Amichevole                                                            | Saša Lukić Luka Jović Dušan Vlahović Sergej Milinkovic-Savic            | Cap: S. Mitrovic                                                      |
| 14-11-2021                                                            | Lisbona                                                               | Portogallo                                                            | 1 – 2                                                                 | Serbia                                                                | Qual. Mondiali 2022                                                   | Dušan Tadić Aleksandar Mitrović                                         | Cap: D. Tadić                                                         |
| 24-3-2022                                                             | Budapest                                                              | Ungheria                                                              | 0 – 1                                                                 | Serbia                                                                | Amichevole                                                            | autorete                                                                | Cap: D. Tadić                                                         |
| 29-3-2022                                                             | Copenaghen                                                            | Danimarca                                                             | 3 – 0                                                                 | Serbia                                                                | Amichevole                                                            | -                                                                       | Cap: D. Tadić                                                         |
| 2-6-2022                                                              | Belgrado                                                              | Serbia                                                                | 0 – 1                                                                 | Norvegia                                                              | UEFA Nations League 2022-2023 - Lega B                                | -                                                                       | Cap: D. Tadić                                                         |
| 5-6-2022                                                              | Belgrado                                                              | Serbia                                                                | 4 – 1                                                                 | Slovenia                                                              | UEFA Nations League 2022-2023 - Lega B                                | Aleksandar Mitrović Sergej Milinkovic-Savic Luka Jovic Nemanja Radonjic | Cap: D. Tadić                                                         |
| 9-6-2022                                                              | Solna                                                                 | Svezia                                                                | 0 – 1                                                                 | Serbia                                                                | UEFA Nations League 2022-2023 - Lega B                                | Luka Jović                                                              | Cap: D. Tadić                                                         |
| 12-6-2022                                                             | Lubiana                                                               | Slovenia                                                              | 2 – 2                                                                 | Serbia                                                                | UEFA Nations League 2022-2023 - Lega B                                | Andrija Živković Aleksandar Mitrović                                    | Cap: D. Tadić                                                         |
| 24-9-2022                                                             | Belgrado                                                              | Serbia                                                                | 4 – 1                                                                 | Svezia                                                                | UEFA Nations League 2022-2023 - Lega B                                | 3 Aleksandar Mitrović Saša Lukić                                        | Cap: D. Tadić                                                         |
| 27-9-2022                                                             | Oslo                                                                  | Norvegia                                                              | 0 – 2                                                                 | Serbia                                                                | UEFA Nations League 2022-2023 - Lega B                                | Dušan Vlahović Aleksandar Mitrović                                      | Cap: D. Tadić                                                         |
| 18-11-2022                                                            | Arad                                                                  | Bahrein                                                               | 1 – 5                                                                 | Serbia                                                                | Amichevole                                                            | 2 Dušan Tadić Dušan Vlahović Filip Đuričić Luka Jović                   | Cap: D. Tadić                                                         |
| 24-11-2022                                                            | Lusail                                                                | Brasile                                                               | 2 – 0                                                                 | Serbia                                                                | Mondiali 2022 - 1º turno                                              | -                                                                       | Cap: D. Tadić                                                         |
| 28-11-2022                                                            | Al Wakrah                                                             | Camerun                                                               | 3 – 3                                                                 | Serbia                                                                | Mondiali 2022 - 1º turno                                              | Strahinja Pavlović Luka Jović Aleksandar Mitrović                       | Cap: D. Tadić                                                         |
| 2-12-2022                                                             | Doha                                                                  | Serbia                                                                | 2 – 3                                                                 | Svizzera                                                              | Mondiali 2022 - 1º turno                                              | Aleksandar Mitrović Dušan Vlahović                                      | Cap: D. Tadić                                                         |
| 26-1-2023                                                             | Los Angeles                                                           | Stati Uniti                                                           | 1 – 2                                                                 | Serbia                                                                | Amichevole                                                            | Luka Ilić Veljko Simić                                                  | Cap: V. Simić                                                         |
| 24-3-2023                                                             | Belgrado                                                              | Serbia                                                                | 2 – 0                                                                 | Lituania                                                              | Qual. Euro 2024                                                       | Dušan Tadić Dušan Vlahović                                              | Cap: D. Tadić                                                         |
| 27-3-2023                                                             | Podgorica                                                             | Montenegro                                                            | 0 – 2                                                                 | Serbia                                                                | Qual. Euro 2024                                                       | 2 Dušan Vlahović                                                        | Cap: D. Tadić                                                         |
| 16-6-2023                                                             | Belgrado                                                              | Serbia                                                                | 3 – 2                                                                 | Giordania                                                             | Amichevole                                                            | Strahinja Eraković 2 Dejan Joveljić                                     | Cap: F. Kostić                                                        |
| 20-6-2023                                                             | Sofia                                                                 | Bulgaria                                                              | 1 – 1                                                                 | Serbia                                                                | Qual. Euro 2024                                                       | Darko Lazović                                                           | Cap: D. Tadić                                                         |
| 7-9-2023                                                              | Belgrado                                                              | Serbia                                                                | 1 – 2                                                                 | Ungheria                                                              | Qual. Euro 2024                                                       | Attila Szalai                                                           | Cap: D. Tadić                                                         |
| 10-9-2023                                                             | Kaunas                                                                | Lituania                                                              | 1 – 3                                                                 | Serbia                                                                | Qual. Euro 2024                                                       | 3 Aleksandar Mitrović                                                   | Cap: D. Tadić                                                         |
| 14-10-2023                                                            | Budapest                                                              | Ungheria                                                              | 2 – 1                                                                 | Serbia                                                                | Qual. Euro 2024                                                       | Strahinja Pavlović                                                      | Cap: D. Tadić                                                         |
| 17-10-2023                                                            | Belgrado                                                              | Serbia                                                                | 3 – 1                                                                 | Montenegro                                                            | Qual. Euro 2024                                                       | 2 Aleksandar Mitrović Dušan Tadić                                       | Cap: D. Tadić                                                         |
| 15-11-2023                                                            | Lovanio                                                               | Belgio                                                                | 1 – 0                                                                 | Serbia                                                                | Amichevole                                                            | -                                                                       | Cap: D. Tadić                                                         |
| 19-11-2023                                                            | Leskovac                                                              | Serbia                                                                | 2 – 2                                                                 | Bulgaria                                                              | Qual. Euro 2024                                                       | Miloš Veljković Srđan Babić                                             | Cap: D. Tadić                                                         |
| 21-3-2024                                                             | Mosca                                                                 | Russia                                                                | 4 – 0                                                                 | Serbia                                                                | Amichevole                                                            | -                                                                       | Cap: D. Tadić)                                                        |
| 25-3-2024                                                             | Larnaca                                                               | Cipro                                                                 | 0 – 1                                                                 | Serbia                                                                | Amichevole                                                            | Sergej Milinkovic-Savic                                                 | Cap: A. Mitrović                                                      |
| 4-6-2024                                                              | Vienna                                                                | Austria                                                               | 2 – 1                                                                 | Serbia                                                                | Amichevole                                                            | Strahinja Pavlovic                                                      | Cap: D. Tadić                                                         |
| 8-6-2024                                                              | Solna                                                                 | Svezia                                                                | 0 – 3                                                                 | Serbia                                                                | Amichevole                                                            | Sergej Milinkovic-Savic Aleksandar Mitrović Dušan Tadić                 | Cap: D. Tadić                                                         |
| 16-6-2024                                                             | Gelsenkirchen                                                         | Serbia                                                                | 0 – 1                                                                 | Inghilterra                                                           | Euro 2024 - 1º turno                                                  | -                                                                       | Cap: A. Mitrović                                                      |
| 20-6-2024                                                             | Monaco di Baviera                                                     | Slovenia                                                              | 1 – 1                                                                 | Serbia                                                                | Euro 2024 - 1º turno                                                  | Luka Jović                                                              | Cap: A. Mitrović                                                      |
| 25-6-2024                                                             | Monaco di Baviera                                                     | Danimarca                                                             | 0 – 0                                                                 | Serbia                                                                | Euro 2024 - 1º turno                                                  | -                                                                       | Cap: A. Mitrović                                                      |
| 5-9-2024                                                              | Belgrado                                                              | Serbia                                                                | 0 – 0                                                                 | Spagna                                                                | UEFA Nations League 2024-2025 - Lega A                                | -                                                                       | Cap: N. Milenković                                                    |
| 8-9-2024                                                              | Copenaghen                                                            | Danimarca                                                             | 2 – 0                                                                 | Serbia                                                                | UEFA Nations League 2024-2025 - Lega A                                | -                                                                       | Cap: N. Milenković                                                    |
| 12-10-2024                                                            | Leskovac                                                              | Serbia                                                                | 2 – 0                                                                 | Svizzera                                                              | UEFA Nations League 2024-2025 - Lega A                                | autorete Aleksandar Mitrović                                            | Cap: N. Milenković                                                    |
| 15-10-2024                                                            | Cordova                                                               | Spagna                                                                | 3 – 0                                                                 | Serbia                                                                | UEFA Nations League 2024-2025 - Lega A                                | -                                                                       | Cap: A. Mitrović                                                      |
| 15-11-2024                                                            | Zurigo                                                                | Svizzera                                                              | 1 – 1                                                                 | Serbia                                                                | UEFA Nations League 2024-2025 - Lega A                                | Aleksa Terzić                                                           | Cap: A. Mitrović                                                      |
| 18-11-2024                                                            | Leskovac                                                              | Serbia                                                                | 0 – 0                                                                 | Danimarca                                                             | UEFA Nations League 2024-2025 - Lega A                                | -                                                                       | Cap: A. Mitrović                                                      |
| 20-3-2025                                                             | Vienna                                                                | Austria                                                               | 1 – 1                                                                 | Serbia                                                                | UEFA Nations League 2024-2025 - Lega A (Spareggi)                     | Lazar Samardžić                                                         | Cap: P. Rajković                                                      |
| 23-3-2025                                                             | Belgrado                                                              | Serbia                                                                | 2 – 0                                                                 | Austria                                                               | UEFA Nations League 2024-2025 - Lega A (Spareggi)                     | Nemanja Maksimović Dusan Vlahovic                                       | Cap: P. Rajković                                                      |
| 7-6-2025                                                              | Tirana                                                                | Albania                                                               | 0 – 0                                                                 | Serbia                                                                | Qual. Mondiali 2026                                                   | -                                                                       | Cap: A. Mitrović                                                      |
| 10-6-2025                                                             | Leskovac                                                              | Serbia                                                                | 3 – 0                                                                 | Andorra                                                               | Qual. Mondiali 2026                                                   | 3 Aleksandar Mitrović (1 rig.)                                          | Cap: A. Mitrović                                                      |
| Totale                                                                |                                                                       | Presenze                                                              | 52                                                                    |                                                                       | Reti                                                                  | 86                                                                      |                                                                       |

## Palmarès

### Giocatore

#### Club

##### Competizioni nazionali
- Campionato jugoslavo: 2

Stella Rossa: 1987-1988, 1989-1990
- Coppa di Jugoslavia: 1

Stella Rossa: 1989-1990
- Campionato francese: 1

Olympique Marsiglia: 1990-1991
- Campionato francese: 1 (revocato)

Olympique Marsiglia: 1992-1993
- Coppa dell'Imperatore: 2

Nagoya Grampus Eight: 1995, 1999
- Supercoppa del Giappone: 1

Nagoya Grampus Eight: 1996

##### Competizioni internazionali
- UEFA Champions League: 1

Olympique Marsiglia: 1992-1993

#### Nazionale
- Bronzo olimpico: 1

Los Angeles 1984

#### Individuale
- Calciatore jugoslavo dell'anno: 2

1988, 1989
- Formazione ideale del campionato del mondo: 1

Italia 1990

### Allenatore

#### Club
- Campionato giapponese: 1

Nagoya Grampus: 2010

#### Individuale
- Allenatore serbo dell'anno: 4 (record)

2016, 2021, 2022, 2023